# Tuyến vú
Tuyến vú là một tuyến ngoại tiết ở người và các động vật có vú khác, với nhiệm vụ sản xuất sữa để nuôi con non. Động vật có vú (mammal) có tên từ chữ Latinh mamma, "vú". Các tuyến vú được sắp xếp trong các cơ quan như vú ở động vật linh trưởng (ví dụ: người và tinh tinh), bầu vú trong động vật nhai lại (ví dụ: bò, dê và hươu) và bấu vú của các động vật khác (ví dụ: chó và các loài mèo). Lactorrhea, thỉnh thoảng sản xuất sữa của các tuyến, có thể xảy ra ở bất kỳ động vật có vú, nhưng trong hầu hết các động vật có vú, sự tiết sữa cho con bú, sản xuất đủ sữa cho con bú, chỉ xảy ra trong các con cái đã thai nghén trong những tháng hoặc năm gần đây. Nó được hướng dẫn nội tiết tố từ steroid tình dục chỉ đạo. Ở một số loài động vật có vú, việc con đực tiết sữa cho con bú có thể xảy ra. Với con người, việc đàn ông tiết sữa chỉ có thể xảy ra trong những trường hợp cụ thể.

## Kết cấu
Các thành phần cơ bản của một tuyến vú trưởng thành là phế nang (khoang rỗng, lớn vài mm) được lót bằng các biểu mô tiết sữa và được bao quanh bởi các tế bào cơ biểu mô. Các phế nang này tham gia để tạo thành các nhóm được gọi là tiểu thùy. Mỗi tiểu thùy có một ống dẫn sữa chảy ra thành các lỗ ở núm vú. Các tế bào cơ tim co lại dưới sự kích thích của oxytocin, bài tiết sữa được tiết ra bởi các đơn vị phế nang vào lòng thùy về phía núm vú. Khi trẻ sơ sinh bắt đầu bú, "phản xạ buông xuống" qua trung gian oxytocin xảy ra và sữa mẹ được tiết ra   - không bị hút lại từ tuyến - sẽ chảy vào miệng em bé.
Tất cả các mô tiết sữa dẫn đến một ống dẫn sữa duy nhất được gọi là "tuyến vú đơn giản"; trong một "tuyến vú phức tạp", tất cả các tuyến vú đơn giản đều phục vụ một núm vú. Con người thường có hai tuyến vú phức tạp, mỗi tuyến một vú và mỗi tuyến vú phức tạp bao gồm 10 -20 tuyến đơn giản. Sự hiện diện của hơn hai núm vú được gọi là polythelia và sự hiện diện của hơn hai tuyến vú phức tạp là polymastia.

## Hình ảnh bổ sung

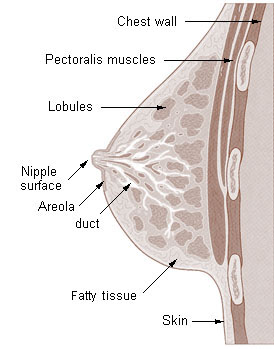
Mặt cắt ngang vú của phụ nữ
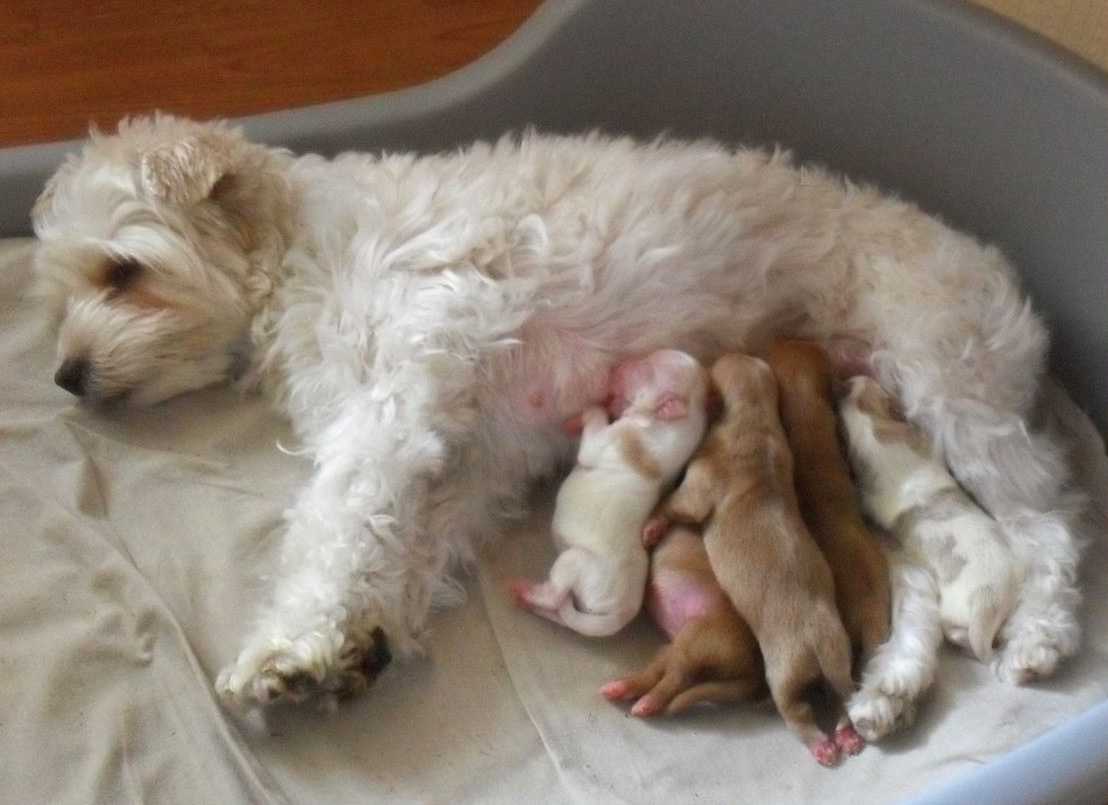
Chó
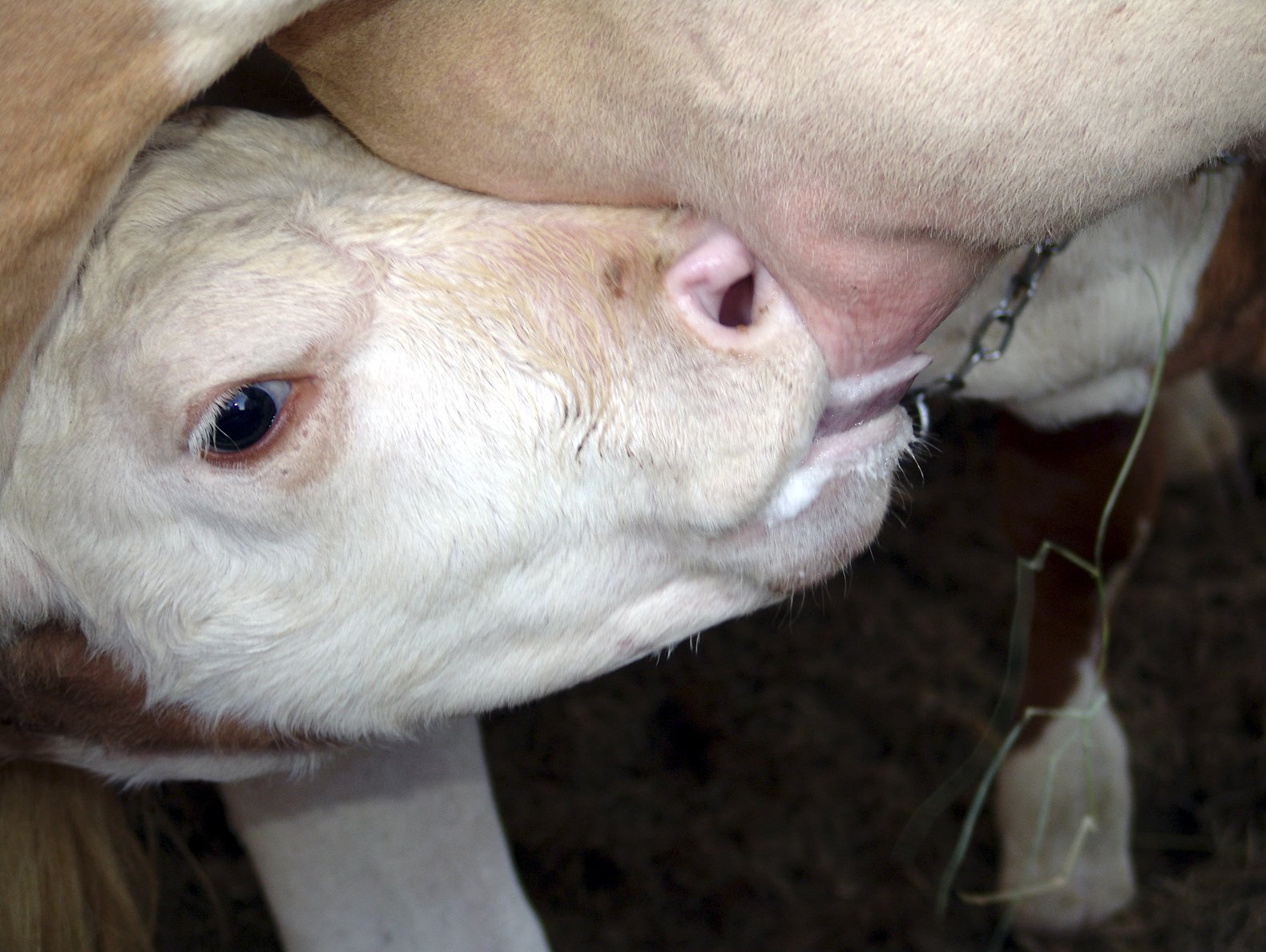
Gia súc
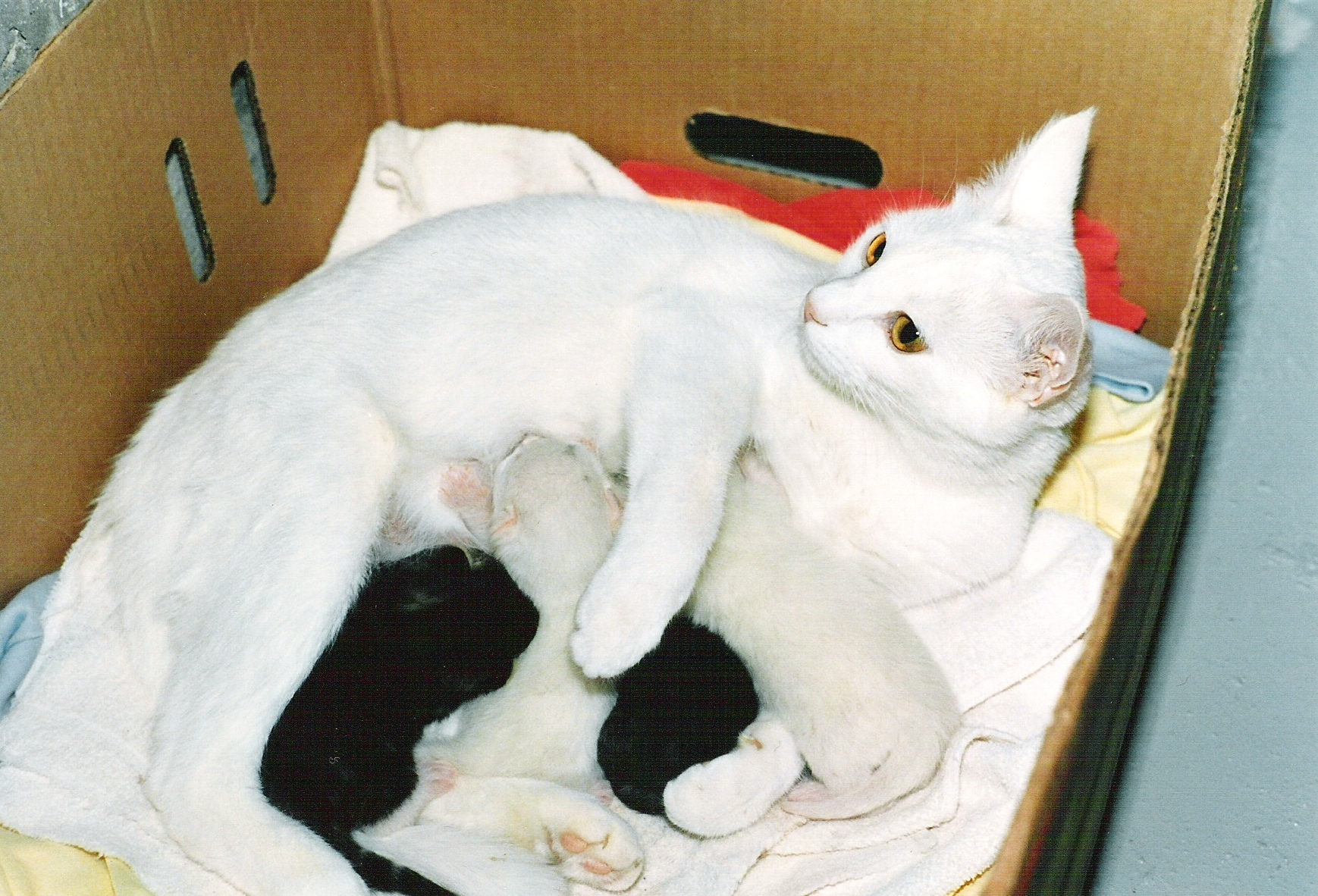
mèo
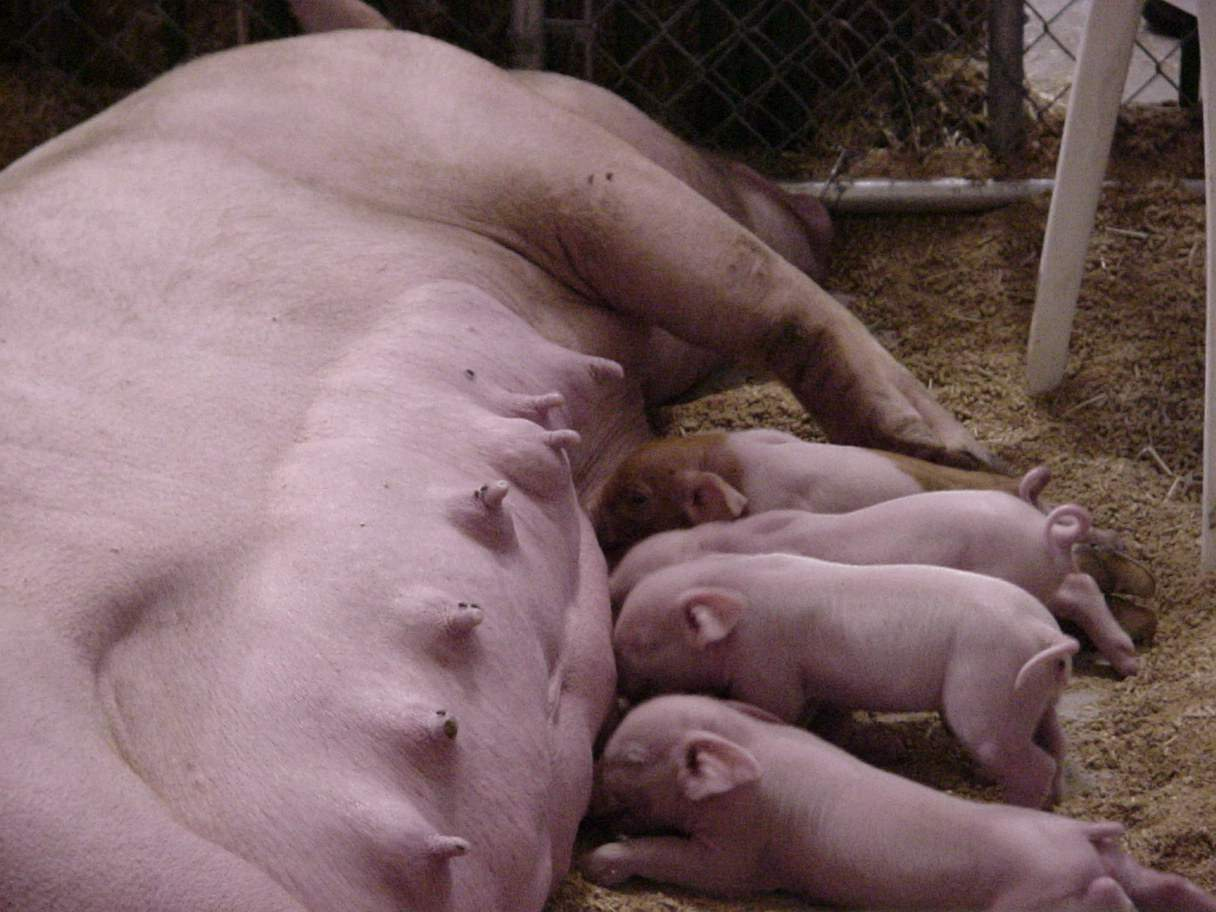
lợn
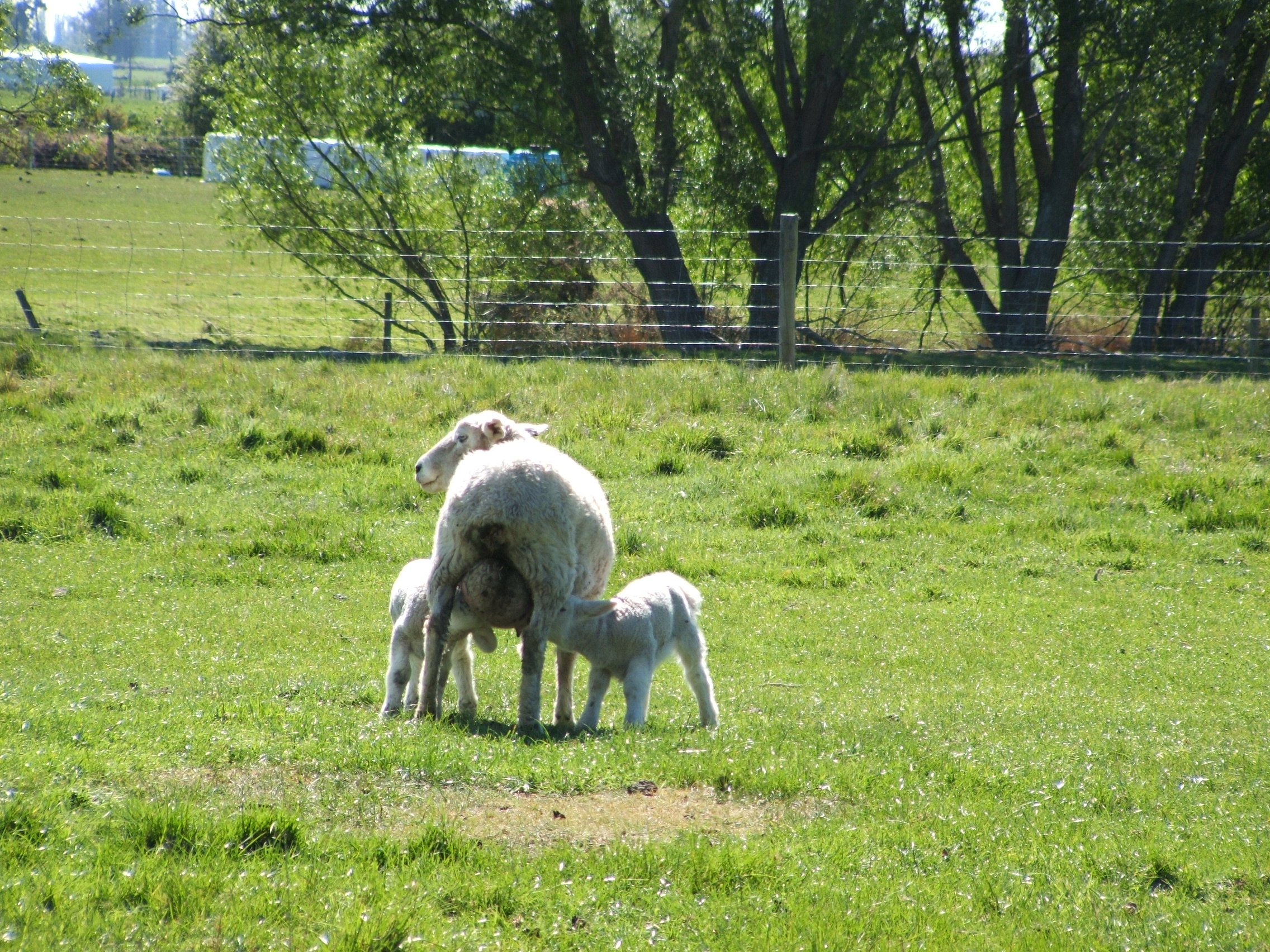
Cừu
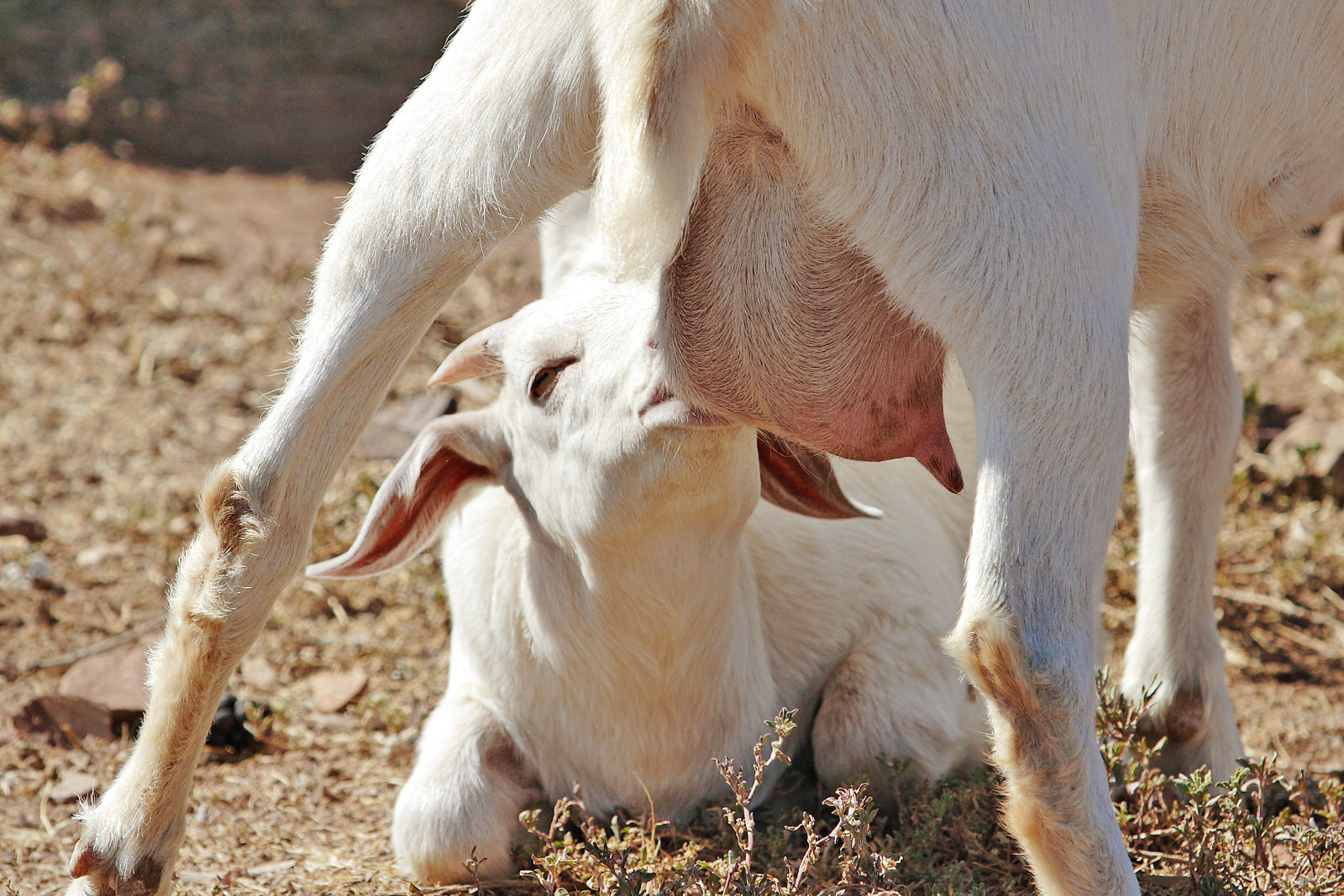
dê
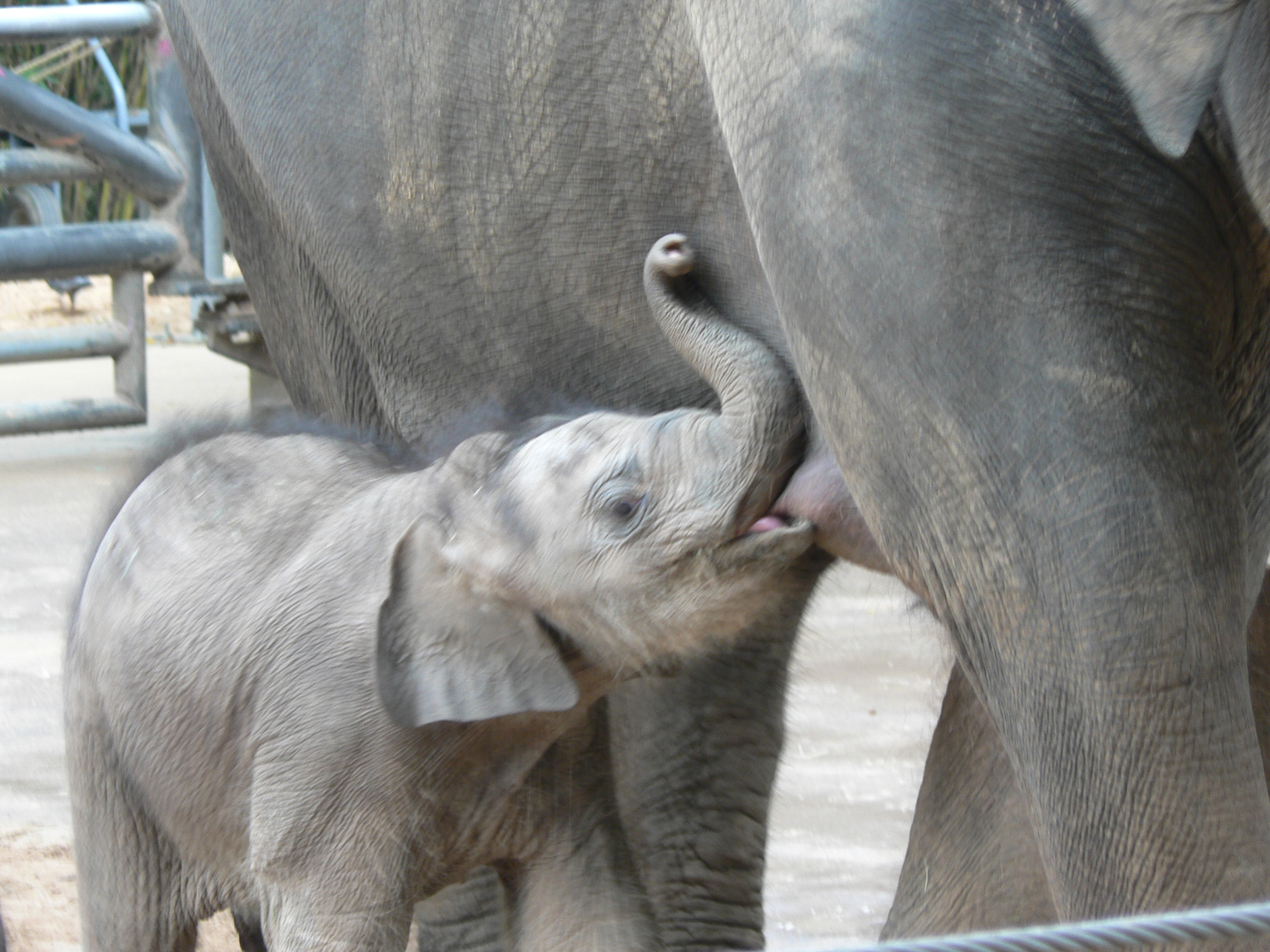
voi